# Дейв Капуано
Дейв Капуано (англ. Dave Capuano, нар. 27 липня 1968, Ворік) — колишній американський хокеїст, що грав на позиції крайнього нападника.

## Ігрова кар'єра
Хокейну кар'єру розпочав 1986 року.
1986 року був обраний на драфті НХЛ під 25-м загальним номером командою «Піттсбург Пінгвінс».
Протягом професійної клубної ігрової кар'єри, що тривала 6 років, захищав кольори команд «Піттсбург Пінгвінс», «Ванкувер Канакс», «Тампа-Бей Лайтнінг», «Сан-Хосе Шаркс», «Гамільтон Канакс», «Провіденс Брюїнс», «Маскігон Ламберджекс», «Мілвокі Едміралс» та «Атланта Найтс».
Загалом провів 110 матчів у НХЛ, включаючи 6 ігор плей-оф Кубка Стенлі.

## Сім'я
Дейв тренує юнацькі команди, його рідний брат Джек головний тренер клубу НХЛ «Нью-Йорк Айлендерс», син Макс виступає за один із клубів АХЛ.

## Статистика
| Сезон        | Клуб                   | Ліга         | Регулярний сезон | Регулярний сезон | Регулярний сезон | Регулярний сезон | Регулярний сезон | Плей-оф | Плей-оф | Плей-оф | Плей-оф | Плей-оф |
| Сезон        | Клуб                   | Ліга         | І                | Г                | П                | О                | ШХ               | І       | Г       | П       | О       | ШХ      |
| ------------ | ---------------------- | ------------ | ---------------- | ---------------- | ---------------- | ---------------- | ---------------- | ------- | ------- | ------- | ------- | ------- |
| 1986–87      | Університет Мену       | ХС           | 38               | 18               | 41               | 59               | 14               | —       | —       | —       | —       | —       |
| 1987–88      | Університет Мену       | ХС           | 42               | 34               | 51               | 85               | 51               | —       | —       | —       | —       | —       |
| 1988–89      | Університет Мену       | ХС           | 41               | 37               | 30               | 67               | 38               | —       | —       | —       | —       | —       |
| 1989–90      | «Маскігон Ламберджекс» | ІХЛ          | 27               | 15               | 15               | 30               | 22               | —       | —       | —       | —       | —       |
| 1989–90      | «Мілвокі Едміралс»     | ІХЛ          | 2                | 0                | 4                | 4                | 0                | 6       | 1       | 5       | 6       | 0       |
| 1989–90      | «Піттсбург Пінгвінс»   | НХЛ          | 6                | 0                | 0                | 0                | 2                | —       | —       | —       | —       | —       |
| 1989–90      | «Ванкувер Канакс»      | НХЛ          | 27               | 3                | 5                | 8                | 10               | —       | —       | —       | —       | —       |
| 1990–91      | «Ванкувер Канакс»      | НХЛ          | 61               | 13               | 31               | 44               | 42               | 6       | 1       | 1       | 2       | 5       |
| 1991–92      | «Мілвокі Едміралс»     | ІХЛ          | 9                | 2                | 6                | 8                | 8                | —       | —       | —       | —       | —       |
| 1992–93      | «Гамільтон Канакс»     | АХЛ          | 4                | 0                | 1                | 1                | 0                | —       | —       | —       | —       | —       |
| 1992–93      | «Атланта Найтс»        | ІХЛ          | 58               | 19               | 40               | 59               | 50               | 8       | 2       | 2       | 4       | 9       |
| 1992–93      | «Тампа-Бей Лайтнінг»   | НХЛ          | 6                | 1                | 1                | 2                | 2                | —       | —       | —       | —       | —       |
| 1993–94      | «Провіденс Брюїнс»     | АХЛ          | 51               | 24               | 29               | 53               | 64               | —       | —       | —       | —       | —       |
| 1993–94      | «Сан-Хосе Шаркс»       | НХЛ          | 4                | 0                | 1                | 1                | 0                | —       | —       | —       | —       | —       |
| Усього в НХЛ | Усього в НХЛ           | Усього в НХЛ | 104              | 17               | 38               | 55               | 56               | 6       | 1       | 1       | 2       | 5       |